# SZD-10 Czapla
Szybowiec szkolny SZD-10 Czapla – polski dwumiejscowy szybowiec szkolenia podstawowego skonstruowany w Szybowcowym Zakładzie Doświadczalnym w Bielsku-Białej.

## Historia

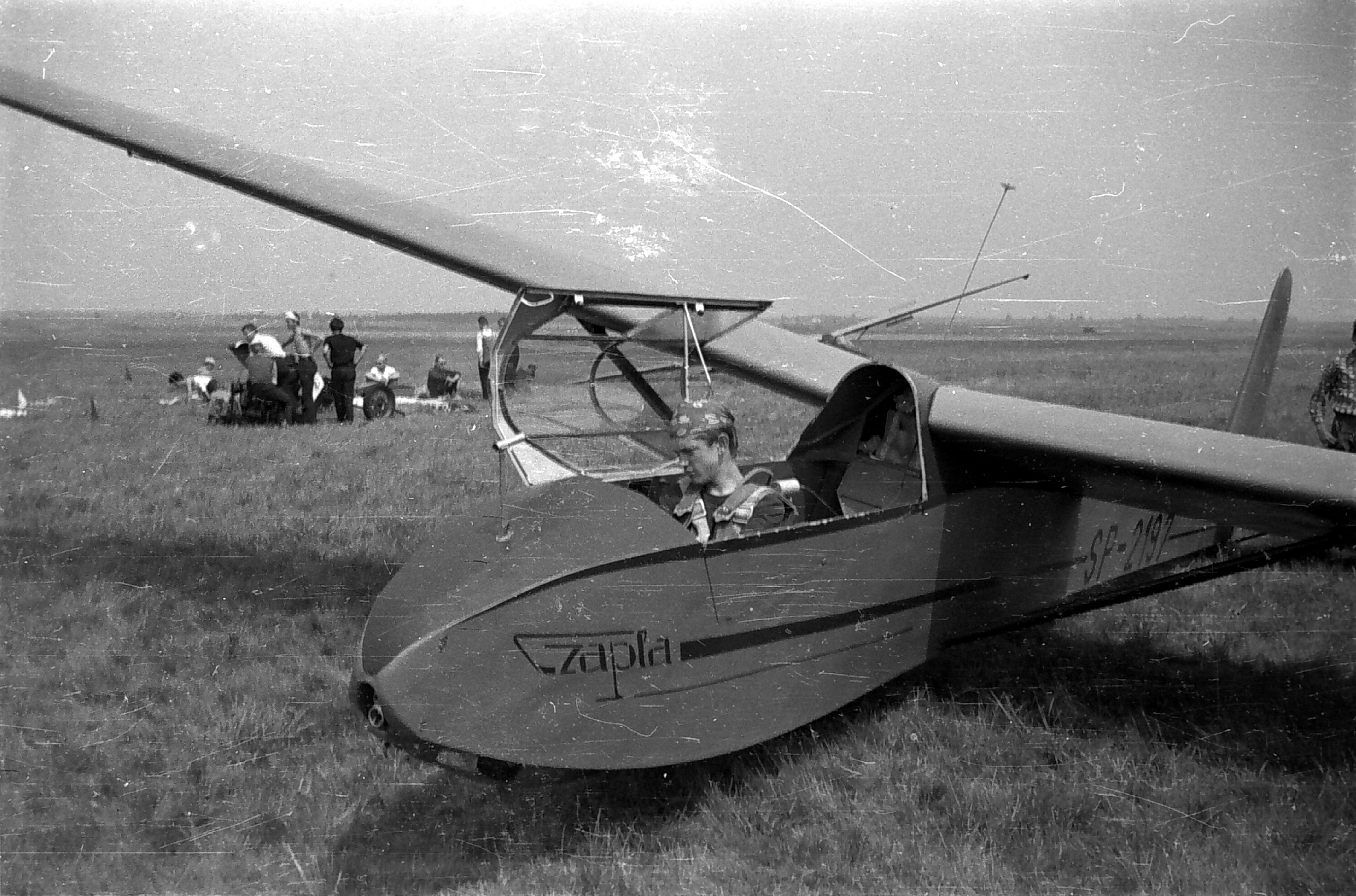
SZD-10 Czapla na lotnisku Mierzęcice w lipcu 1961 r.

W 1952 roku zapadła decyzja o zmianie systemu podstawowego szkolenia szybowcowego poprzez zastąpienie jednomiejscowych szybowców szkolnych dwumiejscowymi. W związku z tym Liga Przyjaciół Żołnierza zwróciła się Szybowcowego Zakładu Doświadczalnego (SZD) w Bielsku-Białej o opracowanie nowego dwumiejscowego szybowca szkolenia podstawowego. Szybowiec miał służyć do nauki pilotażu łącznie z akrobacją i mieć możliwość startu za pomocą lin gumowych, przy pomocy wyciągarki oraz startu za samolotem, ważne także było łatwa możliwość porozumiewania się instruktora z uczniem.
Do opracowania takiego szybowca przystąpiła grupa konstruktorów z SZD: inż. mgr Roman Zatwarnicki, mgr inż. Irena Kaniewska i inż. Marian Gracz. Opracowali oni szybowiec, w którym umieszczono dwie kabiny w tandemie. Prototyp oznaczony jako SZD-10 Czapla został wykonany w warsztatach SZD otrzymując znaki rejestracyjne SP-1349. Został on oblatany w dniu 23 listopada 1953 roku przez pilotów oblatywaczy Adama Zientka i Adama Dziurzyńskiego. Wykonali oni na tym szybowcu kilkanaście lotów, w toku których zauważyli szereg usterek konstrukcyjnych.
W związku z tym po naradzie z konstruktorami poprawiono projekt poprzez wprowadzenie szeregu zmian w konstrukcji: powiększono kabinę pilotów, wzmocniono podwozie, przesunięto fotele załogi do tyłu, zmniejszono skuteczność hamulców aerodynamicznych, wzmocniono podłogę i in. Drugi prototyp, o znakach rejestracyjnych SP-1595, został oblatany w dniu 26 marca 1954 roku przez Adama Zientka. W trakcie lotów na drugim prototypie zebrano szereg dalszych doświadczeń, które zaskutkowały dalszymi zmianami konstrukcyjnymi. Na jego podstawie opracowano dokumentację dla produkcji seryjnej szybowca, który otrzymał oznaczenie SZD-10 bis Czapla, a jego produkcję seryjną rozpoczęto w Zakładach Sprzętu Lotnictwa Sportowego w Krośnie. Zbudowano tam 19 szybowców tego typu, a pierwszy z nich, ze znakami rejestracyjnymi SP-1470, został oblatany 30 listopada 1955 roku przez Adama Dziuryńskiego i Sławomira Makaruka. Do standardu SZD-10 bis został również przekonstruowany pierwszy prototyp. Zakłady w Krośnie były zmuszone do przerwania produkcji Czapli ponieważ otrzymały zamówienie na produkcję szybowców dla Chin.
W związku z dużym zapotrzebowaniem na tego typu szybowce, produkcję seryjną kontynuowano w Zakładach Sprzętu Lotnictwa Sportowego we Wrocławiu, oznaczono je jako SZD-10 bis A Czapla. Pierwszy z nich, o znakach rejestracyjnych SP-1847, został oblatany w czerwcu 1958 roku przez Adama Zientka. Wersja ta różniła się od poprzedniej zmianą miejsca położenia dźwigni sterującej hamulcami aerodynamicznymi, poprawieniem suwaka klapki wyważającej oraz bocznymi osłonami podwozia. Wersja ta budowana również w Wojskowych Zakładach Remontowych w Łodzi.
Łącznie zbudowano 155 szybowców SZD-10 Czapla oraz dwa prototypy.

## Użycie
Szybowce SZD-10 Czapla był użytkowany we wszystkich aeroklubach w Polsce. Użytkowano je do lat osiemdziesiątych, kiedy zaczęto je zastępować szybowcami SZD-50 Puchacz. Szybowce Czapla były wysoko oceniane jako sprzęt szkolenia podstawowego, posiadały odporną konstrukcję pozwalającą na ich wieloletnie użytkowanie.
Niewielką liczbę tych szybowców wyeksportowano również do Turcji i Finlandii, gdzie również użytkowano je do lat osiemdziesiątych.
Dwa egzemplarze szybowca, o znakach rejestracyjnych SP-1477 oraz SP-1907, zostały przekazane do Muzeum Lotnictwa Polskiego w Krakowie.

## Opis konstrukcji
Szybowiec SZD-10 Czapla to dwumiejscowy górnopłat zastrzałowy o konstrukcji drewnianej.
Kadłub półskorupowy o przekroju sześciokątnym, kabiny załogi umieszczone w tandemie. Kabiny zakryty wspólną limuzyną, w pierwszej kabinie znajdowało się miejsce ucznia wyposażone w pełny zestaw urządzeń nawigacyjnych i do kierowania szybowcem, w drugiej znajdowały się tylko pedały i dźwignie hamulców aerodynamicznych. Fotele regulowane, dostosowane do spadochronów plecowych. Podwozie jednotorowe złożone z drewnianej płozy przedniej, kółka głównego oraz płozy ogonowej. Posiada zaczep przedni oraz dolny do startu na holu lub za pomocą wyciągarki oraz hak do startu z lin gumowych. W kadłubie znajduje się bagażnik z miejscami do umieszczania ciężarków balastowych.
Skrzydło jednodźwigarowe, dwudzielne o obrysie prostokątno-trapezowym, kryte płótnem. Wyposażone w hamulce aerodynamiczne sprzężone z hamulcem kółka podwozia, lotki różnicowe wyważone aerodynamicznie.
Usterzenie klasyczne, statecznik pionowy połączony trwale z kadłubem, ster kierunku kryty sklejką i płótnem. Usterzenie poziome dwudzielne, podparte zastrzałami, kryte sklejką i płótnem.